# Jiuzhaigou-dalen
Jiuzhaigou-dalen ligger i det autonome område for tibetanere og qiangfolket i det nordlige Sichuan i Kina. Dalen er kendt for sine vandfald i flere niveauer og farverige søer. Den blev erklæret for verdensarv af UNESCO i 1992.
- Wikimedia Commons har flere filer relateret til Jiuzhaigou-dalen